# Nepalicrepis himalayensis
Nepalicrepis himalayensis là một loài bọ cánh cứng trong họ Chrysomelidae. Loài này được Doberl miêu tả khoa học năm 1991.